# Reprezentacja Kirgistanu na Mistrzostwach Świata w Narciarstwie Klasycznym 2011
Reprezentacja Kirgistanu na Mistrzostwach Świata w Narciarstwie Klasycznym 2011 liczy 4 sportowców.

## Medale

### Złote medale
Brak

### Srebrne medale
Brak

### Brązowe medale
Brak

## Wyniki

### Biegi narciarskie mężczyzn
Bieg na 15 km
- Artem Rojin - odpadł w kwalifikacjach

Sprint
- Artem Rojin - odpadł w kwalifikacjach
- Konstantin Drygin - odpadł w kwalifikacjach

Bieg łączony na 30 km
- Artem Rojin - nie ukończył

### Biegi narciarskie kobiet
Bieg na 10 km
- Olga Reszetkowa - odpadła w kwalifikacjach

Sprint
- Irina Kodiakowa - odpadła w kwalifikacjach
- Olga Reszetkowa - odpadła w kwalifikacjach

Bieg łączony na 15 km
- Irina Kodiakowa - 55. miejsce